# مونتيفوسكو
مونتيفوسكو (بالإيطالية: Montefusco)‏ هي مدينة وكومونا في مقاطعة أفيلينو، بمنطقة كمبانية، جنوب إيطاليا. تقع المدينة على قمة تل يطل على وادي نهر ساباتو.